# Alaixys Romao
Jacques Alaixys Romao (L'Haÿ-les-Roses, 18 januari 1984) is een Togolese voetballer die sinds januari 2013 voor de Franse eersteklasser Olympique Marseille uitkomt. Voordien speelde hij onder meer voor Grenoble Foot en Lorient. Hij speelt meestal als defensieve middenvelder.
Romao speelde sinds 2005 in totaal 65 wedstrijden voor de Togolese nationale ploeg. Hij maakte zijn debuut op 17 augustus 2005 tegen Marokko. Op 8 januari 2010 werden hij en zijn ploegmaten beschoten toen ze op weg waren naar de Afrika Cup in 2010 in Angola. Als gevolg trok Togo zich terug uit de Afrika Cup. Romao verklaarde achteraf dat hij hoopte dat andere spelers hem zouden volgen.